# Austin Open
Het Austin Open was een golftoernooi van de Amerikaanse NIKE Tour. De officiële naam was het NIKE Greater Austin Open. Het werd in 1997 en 1998 op The Hills Country Club in Austin, Texas gespeeld.
In 1998 verdiende de winnaar US$ 40.500. Gene Sauers speelde zijn derde ronde gelijk aan het baanrecord van 65 en ging aan de leiding met Charlie Rymer en Michael Allen, die uiteindelijk won. Sauers speelde de derde ronde met Casey Martin, vooral bekend nadat hij een rechtszaak tegen de USPGA had gewonnen.

## Winnaars
- 1997:  Eric Booker
- 1998:  Michael Allen